# جونكإ إندو
جونكإ إندو (باليابانية: 遠藤 純輝) (8 ديسمبر 1994 في سكي غيفو في اليابان – )؛ هو لاعب كرة قدم ياباني سابق كان يلعب كمهاجم.

## وصلات خارجية
- جونكإ إندو على موقع رابطة كرة القدم اليابانية للمحترفين (اليابانية)
- جونكإ إندو على موقع قاعدة بيانات كرة القدم.إي يو (الإنجليزية)
- جونكإ إندو على موقع Soccerway.com (الإنجليزية)
- جونكإ إندو على موقع عالم كرة القدم.نت (الإنجليزية)